# Doddaharve, Piriyapatna
Doddaharve là một làng thuộc tehsil Piriyapatna, huyện Mysore, bang Karnataka, Ấn Độ.